# نيكولا أنيلكا
نيكولا سيبستيان أنيلكا (بالفرنسية: Nicolas Anelka)‏ (مواليد 14 مارس عام 1979 في فيرساي) لاعب كرة قدم فرنسي سابق يلعب في خط الهجوم.
اعتنق أنيلكا الإسلام واختار لنفسه اسم عبد السلام بلال.
بدأ مشواره مع نادي باريس سان جيرمان ثم انتقل إلى أرسنال بمبلغ نصف مليون دولار ثم انتقل إلى فريق ريال مدريد الأسباني بمبلغ 32 مليون دولار وكان من أكبر الصفقات في ذلك الوقت ولكن بعد اعتناقة الإسلام في فريق ريال مدريد انتقل إلى باريس سان جرمان وبعدها إلى نادي ليفربول الإنجليزي معاراً لمدة عام وبعدها إلى فريق مانشستر سيتي الإنجليزي وبعدها إلى فنربخشه التركي وهناك ازداد تعلقه بالإسلام وفي عام 2006 انتقل إلى فريق بولتون واندررز الإنجليزي. وفي فترة الانتقالات الشتوية بداية عام 2008 انتقل إلى تشلسي.
بدء أنيلكا مسيرته الكروية مع شباب نادي باريس سان جيرمان الفرنسي وفي فبراير من عام 1997م أنتقل بلال إلى نادي الآرسنال الإنجليزي وهو لم يتجاوز الـ 17 من عمره ليعمل تحت قيادة الخبير آرسين فينجر وأستطاع أنيلكا من إحراز أول أهدافه مع المدفعجيه ضد نادي مانشستر يونايتد ليساعد فريقه في تحقق الانتصار 3-2.. خلال أول موسم له مع فريق الآرسنال كانت مشاركاته محدودة جداً، ولكن في الموسم الذي يليه 1997 - 1998م وبعد الإصابة القوية التي تعرض لها مهاجم الفريق الأول إيان رايت، أصبح بلال هو مهاجم الفريق الأول وساهم بإحراز فريقه لثنائية الموسم عندما تمكن المدفعجية من إحراز لقب الدوري والكأس، أحرز بلال أحد أهداف نهائي كأس الاتحاد الإنجليزي أمام نادي نيوكاسل.
ومع تقديم الاعب لمستوى متميز حصل أنيلكا على جائزة أفضل المواهب بالكرة الإنجليزية لعام 1999م، وفي نفس العام قدم الفريق الملكي الأسباني الريال مدريد عرضاً يقدر بـ 23 مليون جنيه أسترليني لضم بلال إلى صفوفه، لم يتمكن اللاعب ولا حتى الآرسنال من رفضه.. أنضم أنيلكا للريال واستطاع خلال الموسم الوحيد الذي مثل الريال فيه من إحراز بطولة الأبطال الأوربيه، تمكن بلال من إحراز أحد أهداف نهائي أبطال أوروبا في العام 2000م ضد فريق فالنسيا والتي انتهى 3-0 لمصحلة الريال.
وبعد 12 شهراً قضاها أنيلكا في البرنابو عاد الفرنسي مره أخرى إلى نادي باريس سان جيرمان، تمكن من إحراز 18 هدفاً خلال 18 شهراً قضاها مع النادي الفرنسي قبل أن يعار إلى نادي ليفربول الإنجليزي، لم يستمر بلال طويلاً مع الليفر فقد أنتقل بشكل نهائي إلى فريق مانشستر سيتي الإنجليزي ليجد طريقه إلى هز الشباك ويتمكن من إحراز 46 هدفاً خلال السنتين والنصف التي قضاها مع النادي. ومع مرور الوقت انضم بلال إلى نادي آخر وهو فنربخشه التركي في عام 2005م حيث حقق الفرنسي النجاح في بلاد الأتراك، كان معدل أهدافه هو هدف واحد كل ثلاث مباريات وكان ذلك المعدل كافياً في أن يقدم سام الارديس مدرب بولتون الإنجليزي عرضاً إلى الفرنسي بلال وقد نجح في التعاقد معه في العام 2006م.
أضطر نادي تشلسي للبحث عن مهاجم يخلف الفيل الإيفواري ديديه دروغبا خلال مشاركته في البطولة الأفريقية وكان بلال أفضل الخيارات المتاحة لإدارة البلوز، وتم بالفعل التعاقد معه لينضم إلى كتيبة أسود لندن، أحرز أول أهدافه مع تشلسي في ثلاث حضور له في مباراة تشلسي ضد نادي ويجان ضمن مباريات كأس الاتحاد الإنجليزي، شارك في نهائي موسكو كبديل أمام نادي مانشستر يونايتد ولسوء الحظ أضاع ركلة ترجيحة أهدت اللقب الأوربي للشياطين الحمر.. ويطمح بلال بأن يكون نادي تشلسي هو آخر محطه له في مشواره الكروي بعدما تنقل كثيراً بين مختلف أندية القارة العجوز.. وعلى صعيد منتخب بلاده فقد شارك مع منتخب فرنسا تحت 20 عامًا في بطولة كأس العالم 1997م، وعلى صعيد المنتخب الأول فقد ساهم في عبور فرنسا للتصفيات الأوربية نحو بطولة الأمم الأوربية 2008م، وشارك أيضاً منتخب بلاده في اليورو 2008م.

## مسيرته الكروية
لعب نيكولا أنيلكا خلال مسيرته الاحترافية مع 13 ناديًا في ثمانية وعشرون موسمًا وسجل خلالها 176 هدف ضمن 532 مباراة. حيث فاز في أربعة مواسم بالكأس وفي أربعة مواسم بالدوري.
خاض نيكولا أنيلكا مسيرته مع نادي باريس سان جيرمان في موسم 1995–96 في المرة الأولى ولمدة موسمين ثم في موسم 2000–01 ولمدة موسمين، مشاركًا طوالها في 49 مباراة سجل خلالها 11 هدفًا. ثم انتقل إلى نادي أرسنال في موسم 1996–97 واستمر معه طيلة ثلاثة مواسم، حيث شارك في 65 مباراة سجل خلالها 23 هدفًا. لينتقل بعدها إلى نادي ريال مدريد في موسم 1999–00 لمدة موسم واحد، مشاركًا في 19 مباراة سجل خلالها هدفين. ثم انتقل إلى نادي ليفربول في موسم 2001–02 لمدة موسم واحد، مشاركًا في 20 مباراة سجل خلالها 4 أهداف. هذا وانتقل لاحقًا إلى نادي مانشستر سيتي في موسم 2002–03 واستمر معه طيلة ثلاثة مواسم، مشاركًا في 89 مباراة سجل خلالها 38 هدفًا. ثم انتقل بعدها إلى نادي فنربخشة في موسم 2004–05 ولمدة موسمين، مشاركًا في 39 مباراة سجل خلالها 14 هدفًا. ليعود وينتقل من جديد، لكن هذه المرة إلى نادي بولتون واندررز في موسم 2006–07 ولمدة موسمين، مشاركًا في 52 مباراة سجل خلالها 21 هدفًا. لينتقل بعدها إلى نادي تشيلسي في موسم 2007–08 ليلعب معه خمسة مواسم، مشاركًا في 125 مباراة سجل خلالها 38 هدفًا. ثم لعب في نادي شانغهاي غرينلاند شينهوا ما بين عامي 2012 و2013 لمدة موسم واحد، مشاركًا في 22 مباراة سجل خلالها 3 أهداف. ليعود ويرتحل عنه إلى نادي يوفنتوس في موسم 2012–13 لمدة موسم واحد، مشاركًا في مباراتين ولم يسجل أي هدف. ثم انتقل إلى نادي وست بروميتش ألبيون في موسم 2013–14 لمدة موسم واحد، مشاركًا في 12 مباراة سجل خلالها هدفين. لينتقل بعدها إلى نادي مومباي سيتي في عامي 2014-2016 ولمدة موسمين، مشاركًا في 13 مباراة سجل خلالها هدفين أيضًا.

## سر الرقم 39
عُرف عن أنيلكا أنه دائماً ما كان يرتدي الرقم 39 في معظم الأندية التي لعب فيها، والسبب في ذلك أنه حينما وقّع مع مانشستر سيتي كان هنالك ثلاثة أرقام فقط هي المتاحة وإحداها الرقم 39، فاختار أنيلكا هذا الرقم ثم قرر لاحقاً الاستمرار به حتى نهاية مسيرته الكروية ابتداءً من فنربخشة التركي وانتهاءً بمومباي سيتي الهندي.

## الإنجازات
| مع الأندية أرسنال الدوري الإنجليزي الممتاز (1): 1997–98 كأس إنجلترا (1): 1997–98 الدرع الخيرية (1): 1998 ريال مدريد دوري أبطال أوروبا (1): 1999–2000 باريس سان جيرمان كأس إنترتوتو (1): 2001 فناربخشة الدوري التركي الممتاز (1): 2004–05 تشيلسي الدوري الإنجليزي الممتاز (1): 2009–10 كأس إنجلترا (2): 2008–09 ، 2009–10 الدرع الاجتماعية (1): 2009 يوفنتوس الدوري الإيطالي (1): 2012–13 | - أفضل لاعب هاوي في الدوري الفرنسي (1): 1998. - أفضل لاعب في الشهر في الدوري الإنجليزي الممتاز (1): فبراير 1999، نوفمبر 2008. - أفضل لاعب شاب في الدوري الإنجليزي الممتاز (1): 1998–99. - فريق العام في الدوري الإنجليزي الممتاز (2): 1998–99، 2008–09. |

## روابط خارجية
- نيكولا أنيلكا على موقع IMDb (الإنجليزية)
- نيكولا أنيلكا على موقع ألو سيني (الفرنسية)
- نيكولا أنيلكا على موقع قاعدة بيانات الفيلم (الإنجليزية)

- نيكولا أنيلكا على موقع الاتحاد الدولي (مؤرشف)  (الإنجليزية)
- نيكولا أنيلكا على موقع الاتحاد الأوربي (الإنجليزية)
- نيكولا أنيلكا على موقع قاعدة بيانات كرة القدم.إي يو (الإنجليزية)
- نيكولا أنيلكا على موقع ليكيب (الفرنسية)
- نيكولا أنيلكا على موقع ناشيونال فوتبول تيمز (الإنجليزية)
- نيكولا أنيلكا على موقع Soccerbase.com (لاعب) (الإنجليزية)
- نيكولا أنيلكا على موقع Soccerway.com (الإنجليزية)
- نيكولا أنيلكا على موقع عالم كرة القدم.نت (الإنجليزية)
- نيكولا أنيلكا على موقع AS.com (الإسبانية)